# Wołanie grobu
Wołanie grobu (ang. The Calling of the Grave) – powieść z gatunku thrillerów medycznych, autorstwa Simona Becketta, wydana w 2011 roku przez Wydawnictwo Amber. Jest to czwarta część przygód doktora Davida Huntera.

## Opis fabuły
Książka podzielona jest na dwie części. Pierwsza część opisuje wydarzenia sprzed ośmiu lat, kiedy to doktor David Hunter miał żonę i córkę. Został on wezwany przez znajomego z policji, Terry'ego Connorsa, do skonsultowania zabójstw popełnionych przez Jerome'a Monka na młodych dziewczynach. Niebawem dochodzenie przerwano, a Monka zamknięto w więzieniu. Wkrótce potem żona i córka Huntera zginęły w wypadku samochodowym. Druga część książki opisuje wydarzenia po ośmiu latach. Monk ucieka eskorcie policyjnej. Dr Hunter znowu zostaje wezwany do Dartmoor, by pomóc w odszukaniu zbrodniarza i mogił dziewczyn, które zabito 8 lat wcześniej.